# القوة الرئيسية (بنين)
القوة الرئيسية (بالفرنسية: Force clé)‏ كان تحالفًا سياسيًا في بنين.

## التاريخ
تم تشكيل التحالف قبل الانتخابات البرلمانية، وتألف من حركة البديل الشعبي وحركة 30 أبريل وبعض القادة السياسيين الآخرين. وانضم إلى الحركة الرئاسية، وهي تحالف من أنصار ماتيو كيريكو، الذي فاز في الانتخابات الرئاسية لعام 2001. فاز التحالف بخمسة مقاعد من أصل 83 مقعدًا في الانتخابات.
في الانتخابات البرلمانية عام 2007، فاز التحالف بأربعة مقاعد. وانضم إلى اتحاد يصنع الأمة في انتخابات 2011، حيث حصل الاتحاد على 30 مقعدًا.